# The American Dream
Pour les articles homonymes, voir American Dream.
Albums de Mike Jones
Who Is Mike Jones?
(2005) The Voice
(2009)
Singles
1. Mr. Jones
Sortie : 2007
2. My 64
Sortie : 2007
3. Turning Headz
Sortie : 2007

The American Dream est un EP de Mike Jones, sorti le 20 novembre 2007.
L'EP, qui à l'origine devait être un album, inclut deux chansons de l'album Who Is Mike Jones?. Il comprend également un DVD de bonus. Il est produit par Salih Williams et Myke Diesel et contient des featurings de Snoop Dogg, Bun B, Paul Wall et Slim Thug.
Il s'est classé 28e au Top R&B/Hip-Hop Albums et 183e au Billboard 200.

## Liste des titres
| No | Titre                                            | Contient un (des) sample(s) de                                                                  | Durée |
| -- | ------------------------------------------------ | ----------------------------------------------------------------------------------------------- | ----- |
| 1. | Turnin' Headz                                    |                                                                                                 | 3:11  |
| 2. | My 64 (featuring Eazy-E, Bun B et Snoop Dogg)    | Boyz-N-The-Hood d'Eazy-E                                                                        | 5:11  |
| 3. | Mr. Jones                                        | Iced Up de Baauer featuring BHB Ride 4 My Niggas de Lil Wayne The Sky Is the Limit de Lil Wayne | 3:59  |
| 4. | Like What I Got                                  |                                                                                                 | 3:03  |
| 5. | Still Tippin' (featuring Paul Wall et Slim Thug) |                                                                                                 | 4:31  |
| 6. | Back Then                                        |                                                                                                 | 4:04  |